# Amnio Manio Cesonio Nicomaco Anicio Paolino
Amnio Manio Cesonio Nicomaco Anicio Paolino iunior Onorio (in latino Amnius Manius Caesonius Nichomacus Anicius Paolinus iunior Honorius; fl. 334-335) è stato un politico romano di età imperiale, console del 334.

## Biografia
Anicio Paolino apparteneva alla potente gens Anicia dell'epoca costantiniana: suo padre era, infatti, Amnio Anicio Giuliano, console del 322. Il nome di Anicio Paolino mostra come all'epoca la sua famiglia, molto influente, fosse alleata con molte altre potenti famiglie. Fu probabilmente il padre di Anicio Auchenio Basso, praefectus Urbi del 382.
Paolino fu praefectus urbi di Roma nel 334-335 e console nel 334.
Fece erigere una statua equestre a Costantino I nel Foro Romano; questa statua, di cui rimane una dedica, era collocata o a occidente della Cloaca o a oriente dei Rostra vandalica.